# Establo Ajigawa (2022)

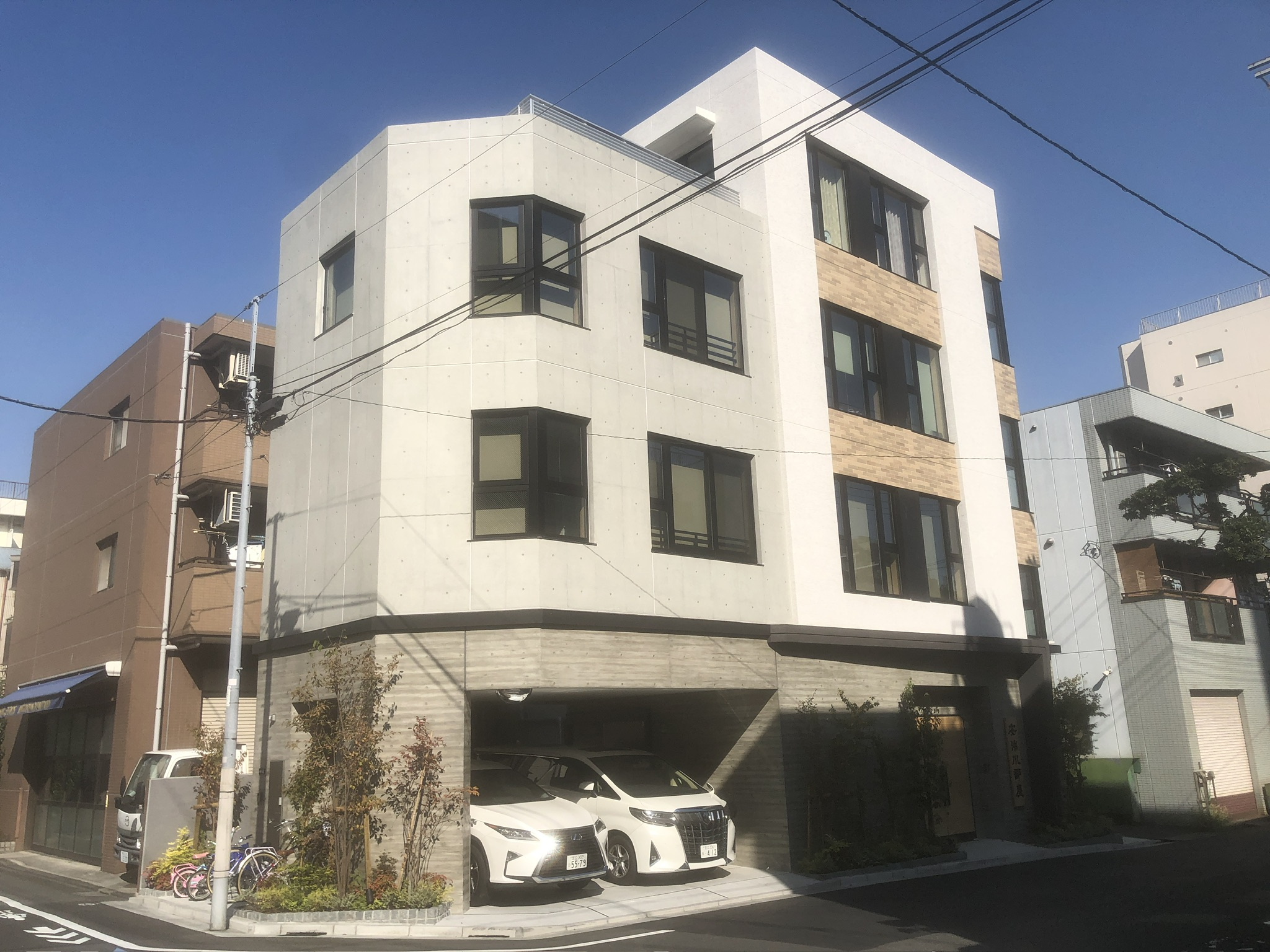
Fachada exterior del Establo Ajigawa

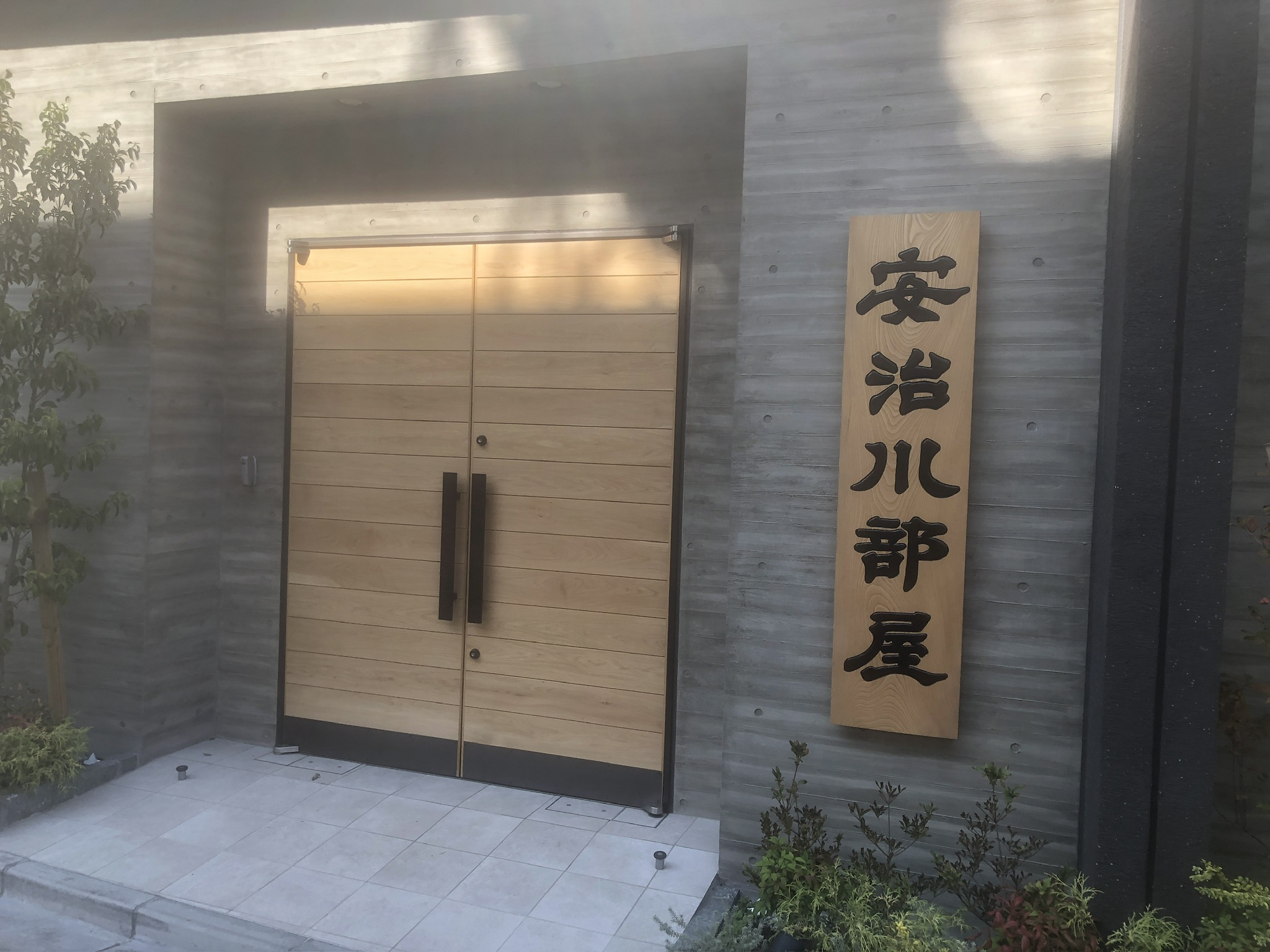
Entrada principal del Establo Ajigawa

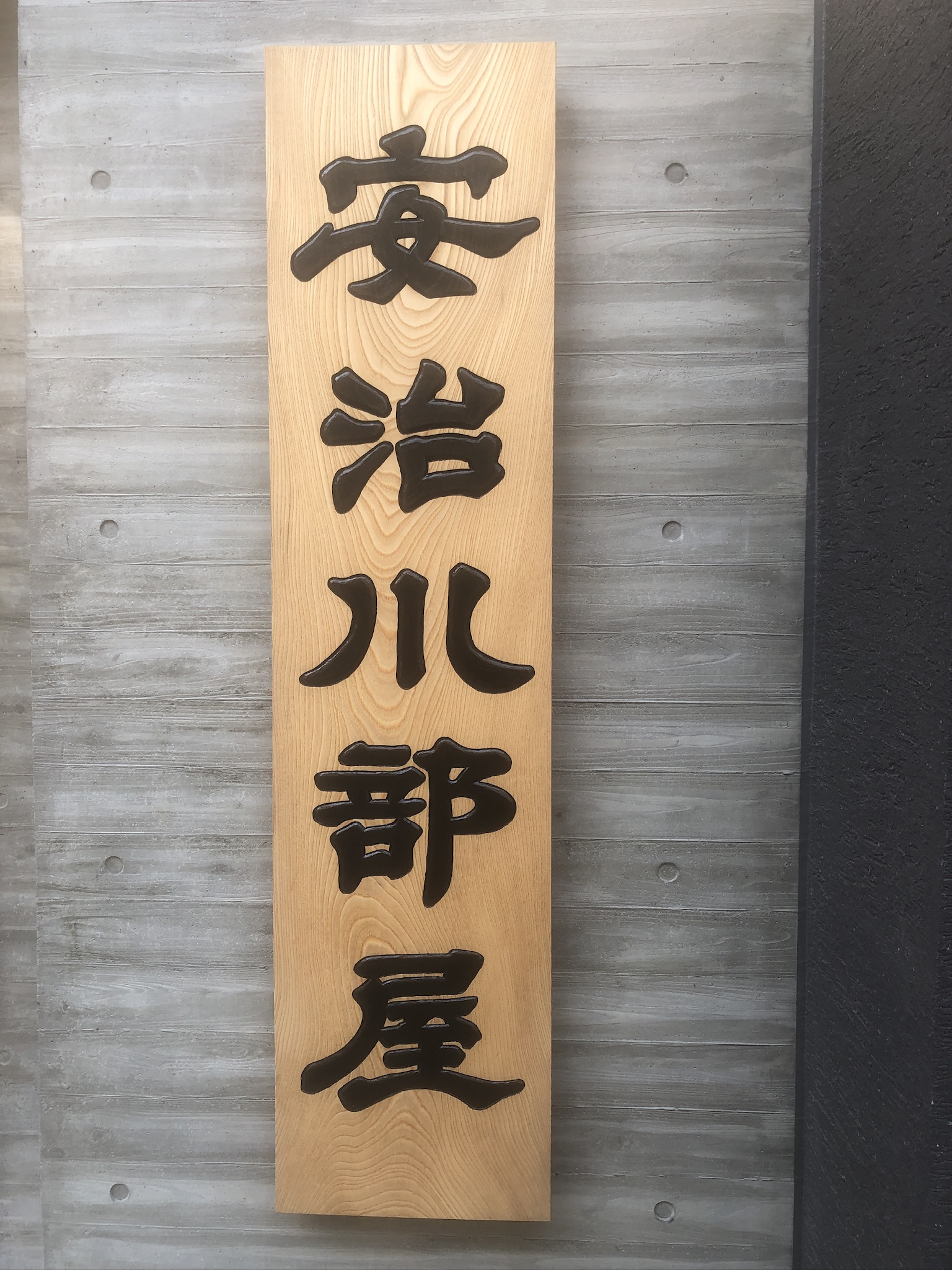
Placa de madera con el nombre del Establo Ajigawa

El Establo Ajigawa (安治川部屋, Ajigawa-beya) es un establo de entrenamiento de sumo profesional. El recinto forma parte del ichimon Isegahama. Fue fundado por el ex sekiwake Aminishiki en diciembre de 2022 tras independizarse del establo Isegahama. La independencia del establo fue formalizada con un evento de apertura para los patrocinadores del establecimiento llevado a cabo en el mismo mes. Para marzo de 2025, el establo posee un total de 7 luchadores.
En un principio, el establo se encontraba alojado temporalmente en el distrito de Senda mientras esperaba la finalización de las obras en una nueva instalación ubicada en el barrio especial de Kōtō de la ciudad de Tokio. La nueva instalación fue inaugurada el 16 de junio de 2023 con la presencia del tate-gyōji Shikimori Inosuke y los maestros Isegahama y Asakayama. También se anunció una ceremonia de presentación para los residentes locales la cual se realizaría el 18 de junio.

## Historia
El 3 de junio de 2023, el establo reclutó oficialmente a Danylo Yavhusishyn, un joven luchador de 19 años proveniente de Vínnitsa, Ucrania. Tras incorporarse al sumo profesional, Yavhusishyn adoptó el shikona Aonishiki. Este ya había acumulado experiencia en el circuito amateur representando a su país en el Campeonato Mundial de Sumo de 2019 (categoría de menos 100 kilos), y además también posee experiencia previa en judo y lucha libre olímpica. Tras el reclutamiento de Shishi por parte del establo Ikazuchi, Aonishiki se convirtió en el segundo ucraniano en competir en el sumo profesional.
En julio de 2023, el establo obtuvo su primer campeonato (yūshō) tras la victoria de Anōsho en la división jonokuchi.
En marzo de 2025, Aonishiki se convirtió en el primer luchador del establo en ser promovido a la división makuuchi desde su fundación.

## Dueños
- 2022–presente: El octavo (8°) Ajigawa (shunin, ex sekiwake Aminishiki)[10]

## Luchadores activos destacados
- Aonishiki (mejor rango: maegashira)

## Yobidashi
- Akitaka (jonokuchi yobidashi, de nombre real: Koki Sawada)

## Ubicación y acceso
8-7 Senda, barrio especial de Kōtō, Tokio. A 10 minutos caminando desde la Estación Sumiyoshi (Línea Toei Shinjuku y Línea Hanzōmon).